# 奧氏眶燈魚
奧氏眶灯鱼（学名：Diaphus ostenfeldi）为輻鰭魚綱燈籠魚目灯笼鱼科的其中一種，分布於全球亞熱帶海域，屬深海魚類，棲息深度可達350公尺，體長可達12公分。

## 扩展阅读
維基物種上的相關：奧氏眶灯鱼